# RFA Proteus (K60)
RFA Proteus (K60) je víceúčelová průzkumná loď provozovaná od roku 2023 Royal Fleet Auxiliary, pomocnou složkou britského královského námořnictva. Její britské označení je Multi-Role Ocean Surveillance Ship (MROSS). Vznikla úpravou civilní lodě pro obsluhu ropných plošin MV Topaz Tangaroa na základě typu VARD 3 08 společnosti VARD, provozované v letech 2019–2022 společností Topaz Energy and Marine (později společnost P&O Maritime Logistics). Slouží především jako mateřská loď podmořských dronů. Mimo jiné bude využívána k ochraně mořské těžební infrastruktury a kritické infrastruktury nacházející se na mořském dně.

## Stavba

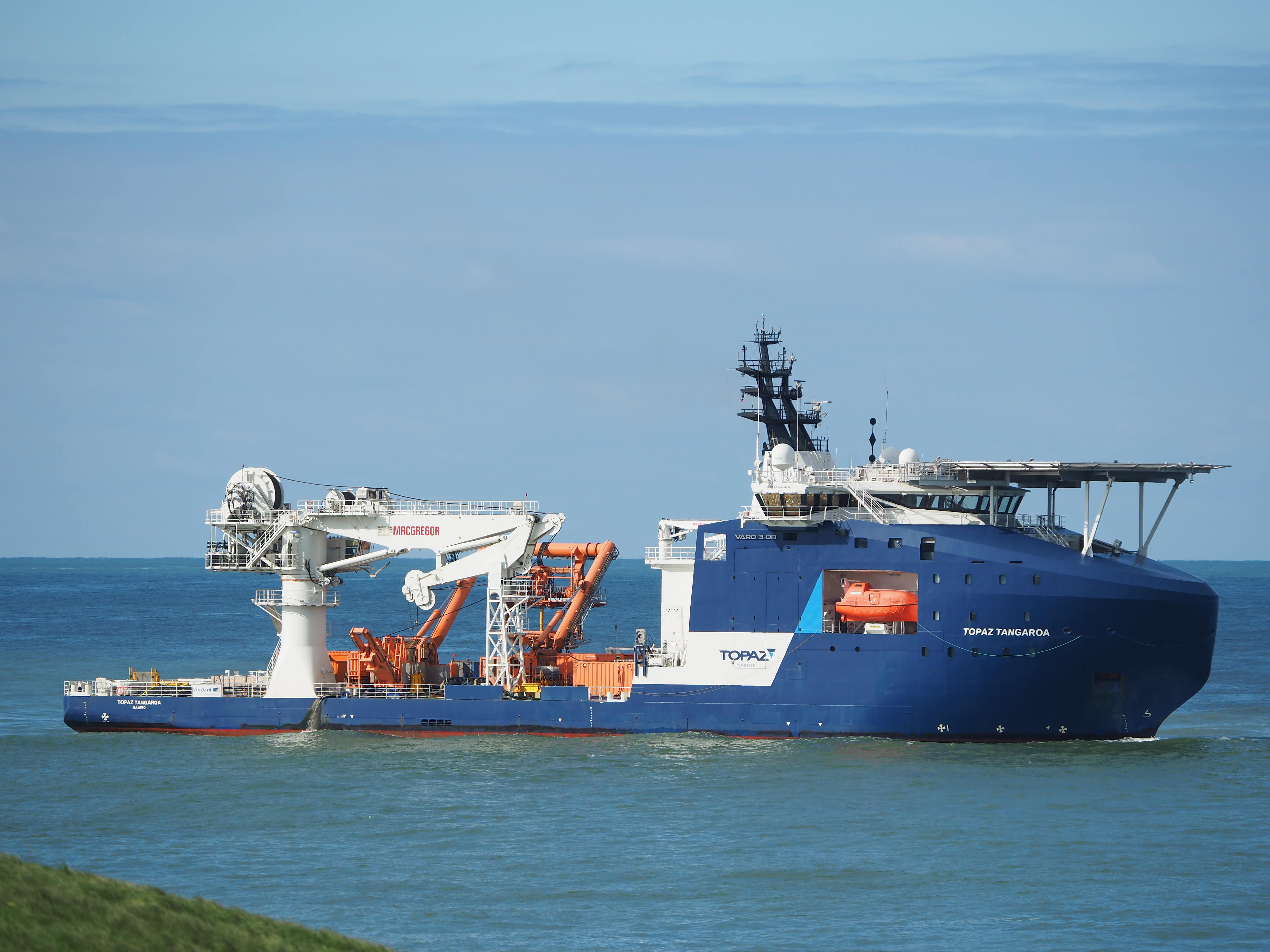
MV Topaz Tangaroa

Plavidlo bylo postaveno jako civilní loď pro obsluhu ropných plošin MV Topaz Tangaroa, které bylo postaveno společností VARD (součást koncernu Fincantieri) v své rumunské pobočné loděnici VARD Tulcea v Tulcei a dokončeno v své norské hlavní loděnici VARD Brattvag v Ålesundu v prosinci 2019. Roku 2022 loď od společnosti P&O Maritime Logistics za 70 milionů liber odkoupilo britské ministerstvo obrany. Dne 19. ledna 2023 Topaz Tangaroa připlula do britské loděnice Cammell Laird v Birkenheadu v hrabství Merseyside. V jejím suchém doku bylo plavidlo upraveno pro službu v námořnictvu. Úpravy nebyly velkého rozsahu. Předpokládá se instalace komunikačních systémů. Plavidlo dostalo šedý nátěr. Loděnici opustilo 16. září 2023. RFA jej do služby zařadilo 10. října 2023 v Londýně. Proteus při ceremoniálu kotvila vedle lehkého křižníku HMS Belfast.

## Konstrukce

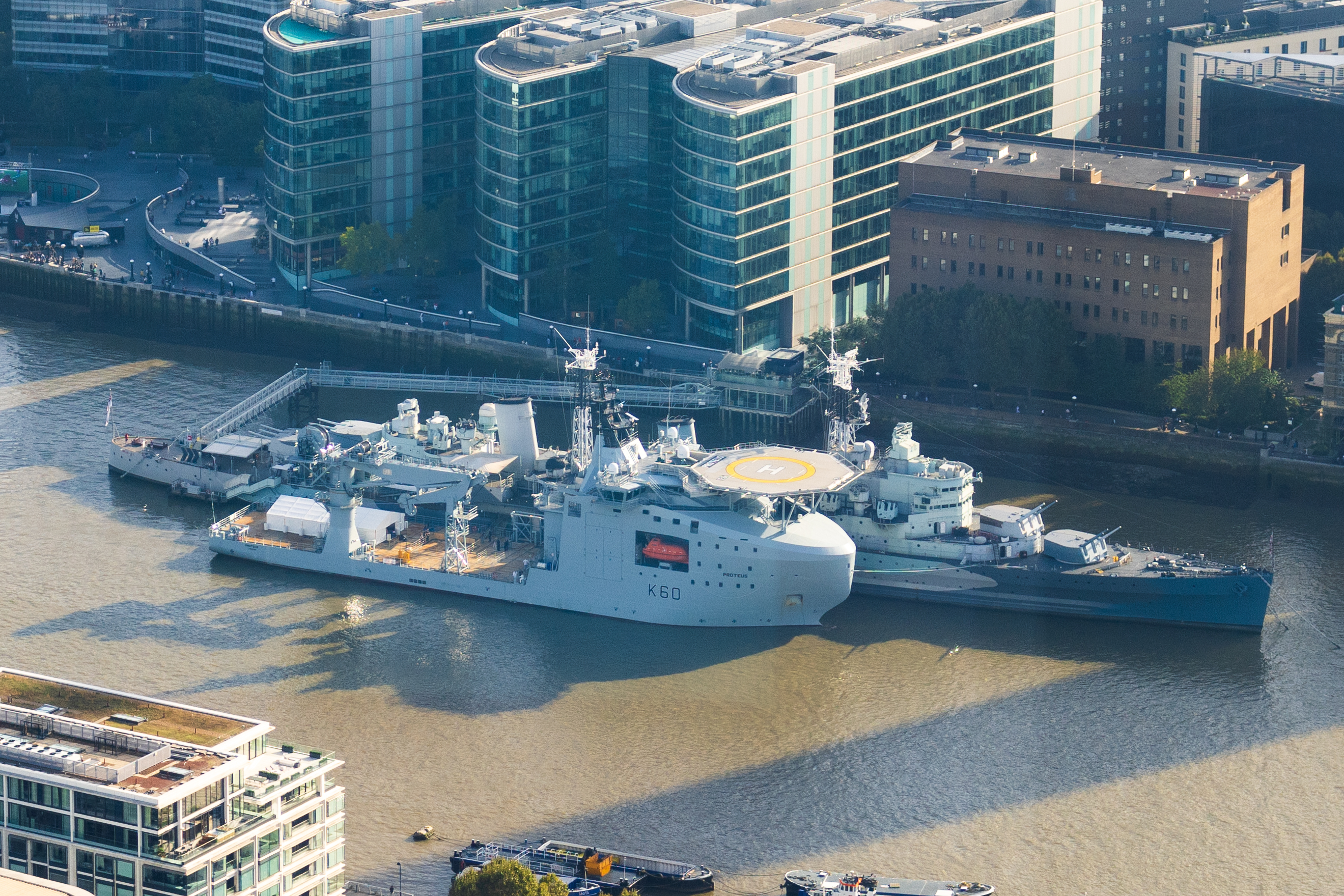
RFA Proteus kotvící vedle lehkého křižníku HMS Belfast (C35)

Posádku plavidla tvoří 24 námořníků z RFA a šedesát příslušníků královského námořnictva. K jejich ubytování slouží 24 jednolůžkových a 29 dvojlůžkových kajut. Plavidlo nenese výzbroj. Nad hlavní nástavbou je lehká přistávací plocha pro vrtulník. Zadní polovinu plavidla zabírá pracovní plocha s jeřábem o nosnosti 120 tun. Její součástí je vertikální dok (Moon Pool) sloužící k operacím podmořských dronů. Energii plavidlu dodává pět diesel-generátorů: dva Caterpillar 3516C o výkonu 3 020 hp, jeden Caterpillar 3512C o výkonu 2 300 hp a dva Caterpillar C32 o výkonu 2 440 hp. Ty pohánějí dva pody Kongsberg a zatažitelnou slabší jednotku pod přídí, kterou doplňují dvě příďová dokormidlovací zařízení. Nejvyšší rychlost dosahuje čtrnáct uzlů. Cestovní rychlost je jedenáct uzlů.